# Burguesía chola

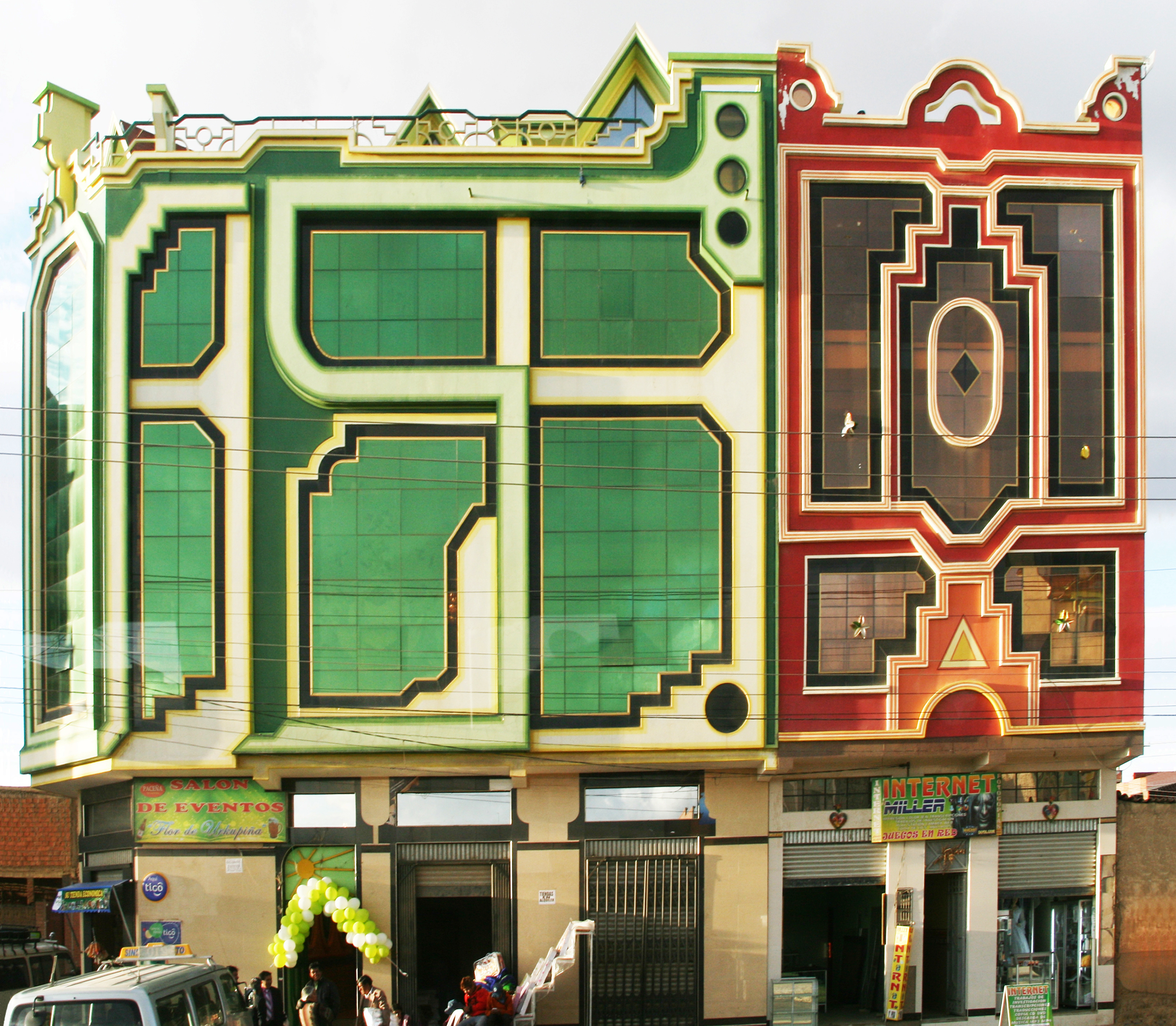
Un cholet, un edificio de clase alta en El Alto (Bolivia), una muestra de la opulencia de empresarios aymaras. La palabra cholet proviene de la mezcla entre chalet y cholo.

Burguesía chola —y de forma genérica como capitalismo cholo— son términos utilizados por analistas sociales para describir a un sector de la clase media alta y clase alta que pertenecen al conjunto de los «cholos» sudamericanos, un grupo heterogéneo étnico de ascendencia amerindia de Bolivia, Perú y Ecuador.
Se tiende a describir a la burguesía chola como producto de las políticas de pequeña y mediana empresa de finales de siglo XX, culturalmente presentan una fuerte religiosidad sincretica entre lo católico y las creencias precolombinas —siendo la principal la andina— en lo político suelen asociarse más con el nacionalismo étnico, en lo económico tienen un fuerte apego al comercio y manteniendo un punto intermedio entre estatización y privatización, pero con una postura crítica al libre mercado «extranjerista» que lo relacionan al imperialismo estadounidense.
El diario de derechas El Montonero lo resume de la siguiente manera:

La burguesía chola... es el capitalismo local contra el capitalismo extranjero.

La aparición de la burguesía chola se registró de forma masiva en Bolivia, Perú y Ecuador. Gracias a los gobiernos de izquierda populista (caso de Bolivia y Ecuador) y derecha populista (caso de Perú) que coincidieron en darle más protagonismo al grueso de la población «chola» con medidas de inclusión pragmática al sistema económico del país en contraposición de la clase aristocrática criolla que históricamente era más apegada a los idealismos occidentales.

## Historia

### Bolivia
El espacio social andino puede caracterizarse, desde una perspectiva estética, como el reino de la mezcla cultural, de la coexistencia simbiótica y expresiva de maneras de ver el mundo basadas en la visualidad andina tradicional tanto como en la incorporación de modas y estilos de la iconografía moderna y modernizante, hispánica y anglosajona, capitalista y comercial.

En Bolivia a la burguesía chola la ubican después de la revolución nacional de 1952, en donde el capitalismo de Estado impuesto por Víctor Paz Estenssoro dio origen a un comercio dinámico entre la población chola que provocó una asimilación en lo económico al sistema capitalista más no uno cultural. Ya en 2006 el presidente Evo Morales, de línea socialista, aplicó el «capitalismo popular» que permitió a los emergentes, grupos de aimaras y quechuas, dejar la clase media y subir a niveles socioeconómicos altos, al gobierno de Morales y en especial al grupo del ministro de economía Luis Arce se los llegó a denominar como los «Chuquiago Boys» en referencia a los capitalistas Chicago Boys de 1970. El pueblo boliviano denomina a la burguesía chola como warawa.

### Perú

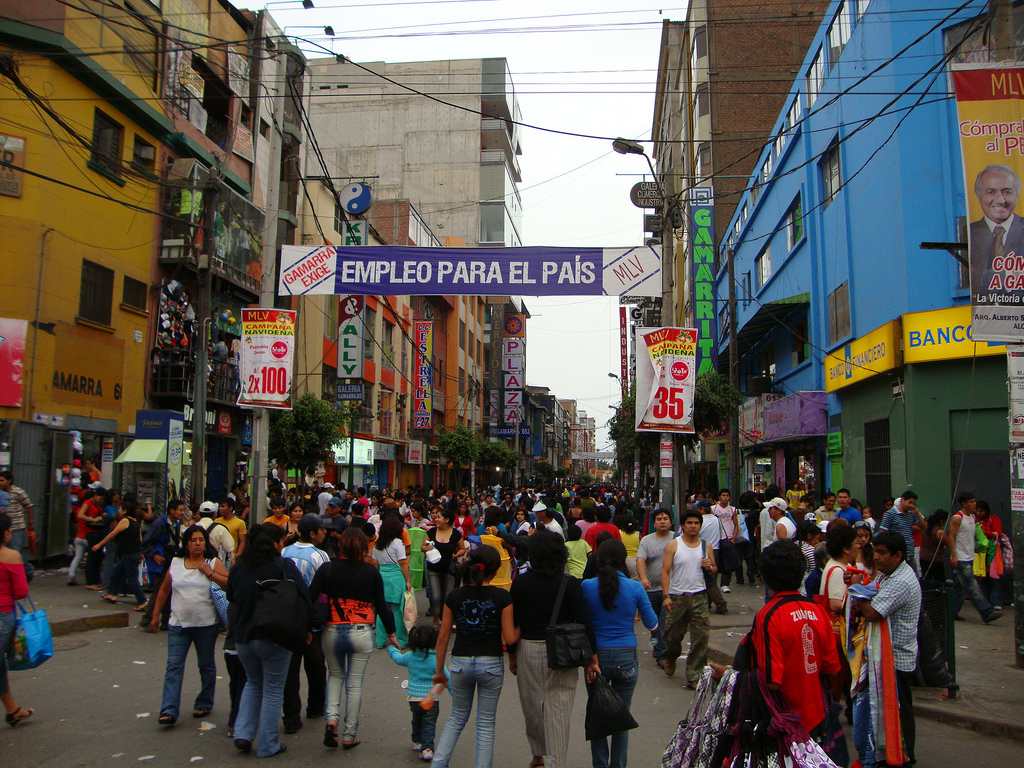
El jirón Gamarra de Lima (Perú), un punto del comercio informal en donde varios inmigrantes andinos mediante negocios y pequeñas empresas lograron alcanzar un nivel económico superior a los del peruano promedio.

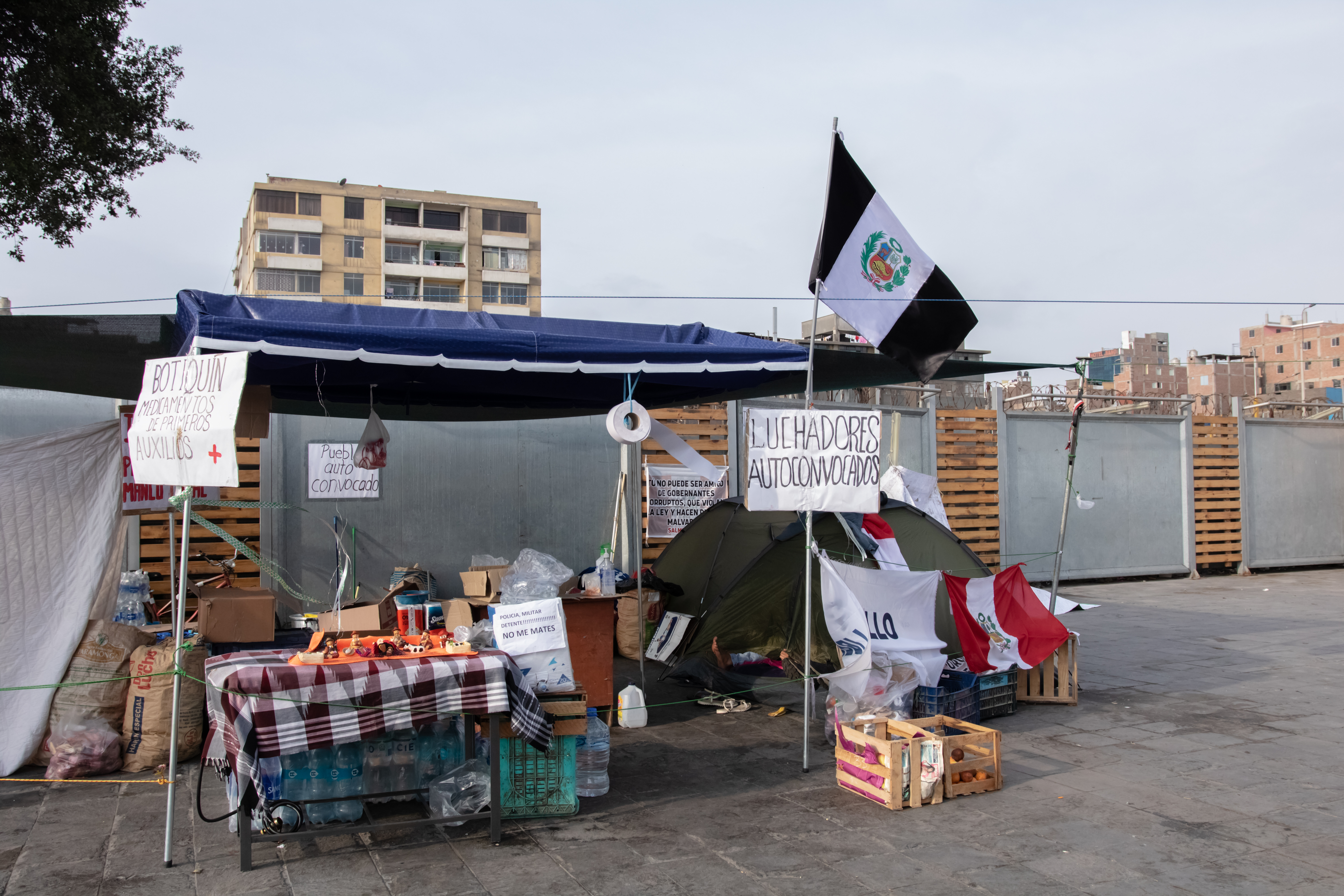
Grupos de oposición al gobierno de Dina Boluarte en las protestas de diciembre de 2022; estas organizaciones en la mayoría de veces provenían de lugares rurales del país y llegaban a Lima mediante la financiación de pequeños empresarios y comerciantes, pertenecientes a la burguesía chola.

En Perú el presidente Manuel Pardo fue apoyado por un sector pujante de mestizos provenientes del interior del país para hacerles frente a los políticos militaristas de Lima que servían a los intereses aristocráticos de la capital. Para Rafael Prada este fue el primer indicio de la burguesía chola que el denominó como peruana. El fujimorismo personificado en Alberto Fujimori, un conservador de línea neoliberal, con sus políticas económicas de construcción dirigidas al interior del país, así como su controvertida actuación en la época del terrorismo entre 1980 y 2000 contra grupos subversivos de ultraizquierda hizo que un sector andino predominante lo consideren el «salvador del Perú»:

Venció gracias al apoyo de sectores marginales de la sociedad — indígenas, mineros y pequeños empresarios — y marcó los siguientes veinte años de Perú. Su nombre es Alberto Fujimori.

Actualmente el etnocacerismo liderado por Antauro Humala, una ideología de izquierda, describe la necesidad de «empoderar» al amerindio y que esto solo se logrará mediante un «etnocapitalismo» de peruanos para peruanos, poniendo de ejemplo el socialismo con características chinas con sus variantes peruanas en contraposición del comunismo y liberalismo.
La sociedad peruana suele poner apelativos a los individuos pertenecientes de la burguesía chola como Rey de las Máquinas Textiles.
El término «capitalismo emergente peruano» es también utilizado para referirse a las nuevas clases económicas no blancas, y de acuerdo a El Montonero, despreciados por la elite liberal intelectual peruana que mantiene su hegemonía desde la etapa de la República Aristocrática.
Según David Roca Basadre, el poder económico de los provincianos «ha acumulado fondos suficientes en bolsas que permiten mantener la oposición al régimen» de Dina Boluarte durante la convulsión social de 2022-2023, mediante el dinero generado en la economía informal. El medio español CTXT calificó a ese aspecto particular como «el paraíso de Milton Friedman» liderado por burgueses cholos rebelándose contra las élites neoliberales y conservadoras más europeístas y problancas que quieren mantener un «Estado poderoso [bajo] una dictadura militarizada» personificada en Boluarte y que ese es el motivo del porque el discurso, en la mayoría de veces racializado, de dichas élites nacionales intentaban encasillar a los nuevos burgueses como una amenaza de la izquierda peruana más ortodoxa contra la existencia del Estado mismo.

### Ecuador
En Ecuador se representa a Rafael Correa como el artífice de las políticas que permitieron el desarrollo de una clase media proveniente de lo andino, aunque Correa se considera un anticapitalista, para la extrema izquierda ecuatoriana Correa no es socialista. El gobierno ecuatoriano, muy cercano al socialismo del siglo XXI, prefirió seguir a su propia manera las ideas de dicho pensamiento e incluso el mismo presidente llegó a denominarlo «capitalismo social».